# Carisbrooke
Carisbrooke – wieś w Anglii, na wyspie Wight. Leży 3 km na południowy zachód od miasta Newport i 123 km na południowy zachód od Londynu.